# David Andersen
David Emil Andersen (Carlton, 23 giugno 1980) è un ex cestista australiano con cittadinanza danese.

## Carriera

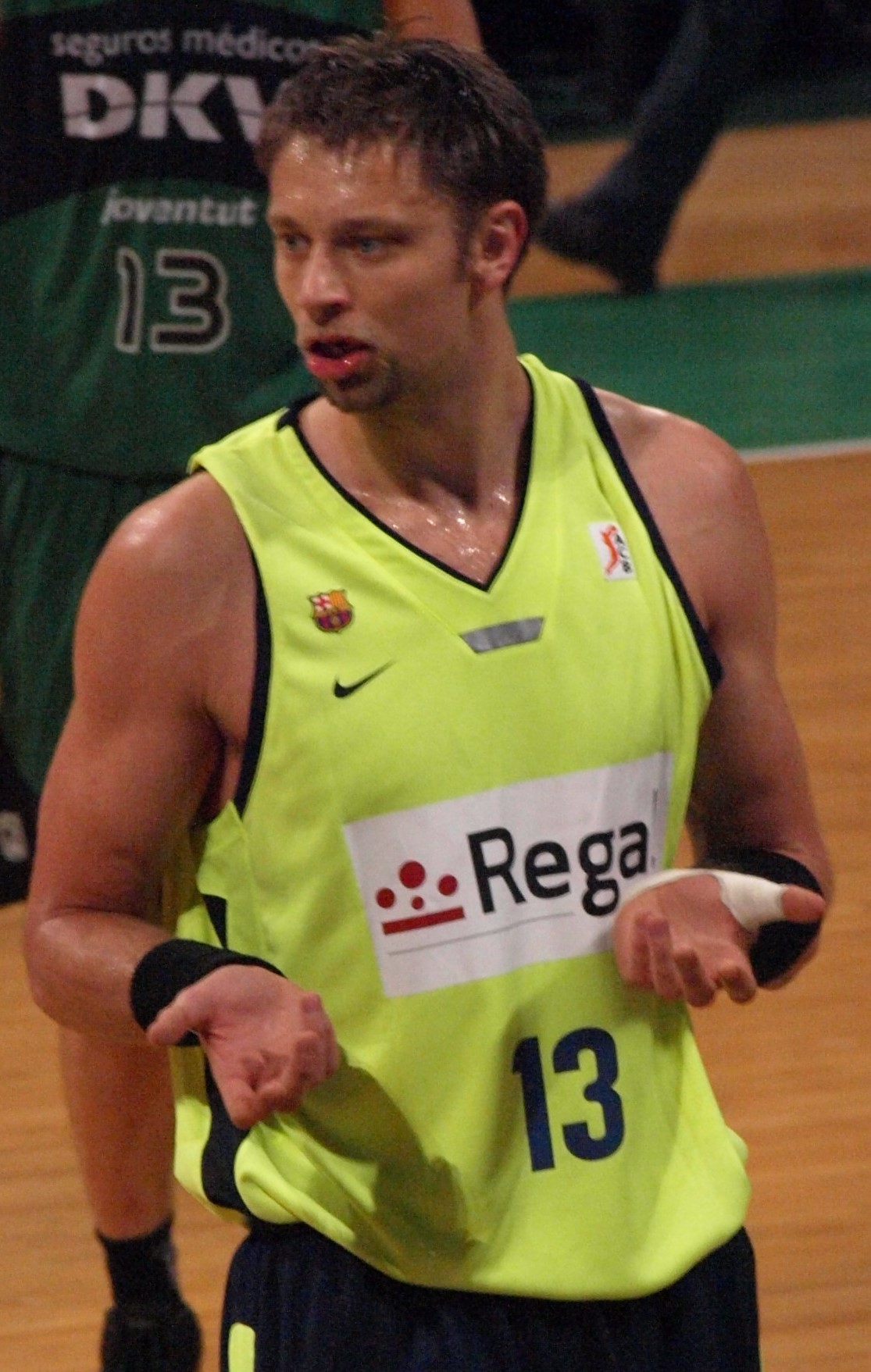
Andersen nel 2009 al Barcellona

Andersen iniziò a giocare a pallacanestro all'Australian Institute of Sport. Firmò il suo primo contratto da professionista con la squadra australiana dei Wollongong Hawks. Dopo solo un anno, nel 1999, si accasò alla Virtus Bologna, dove nei suoi quattro anni di carriera con il club felsineo vinse numerosi titoli (Campionato Italiano 2000-01, Coppa Italia 2001 e 2002, Eurolega 2000-01). Dopo la bancarotta delle Vu nere, passò alla Mens Sana Siena, con la quale vinse un altro titolo italiano.
Dopo la stagione senese, passò al CSKA Mosca, dove vinse per quattro volte consecutive, in altrettanti anni di permanenza moscovita, il campionato russo, oltre a trionfare per ben due volte in Eurolega. Finita l'esperienza nella capitale russa, nel 2008 passò al Barcellona per una sola stagione durante la quale riuscì comunque a riconfermarsi campione nazionale.
Il 16 luglio 2009 si trasferì ufficialmente a Houston per giocare con gli Houston Rockets. Nel corso dell'estate successiva venne ceduto ai Toronto Raptors, ma il 20 novembre 2010 cambiò nuovamente squadra, passando ai New Orleans Hornets.
Il 28 giugno 2011 fece ritorno alla Mens Sana Siena firmando un contratto triennale. Dopo una sola stagione e la vittoria sia in campionato che in coppa Italia, dove fu nominato MVP della finale, decise di seguire il suo allenatore Simone Pianigiani in Turchia al Fenerbahçe Ülker. La sua carriera proseguì poi tra il campionato francese e quello australiano. Il 27 ottobre 2021 annunciò il ritiro dal basket giocato.
Andersen è stato membro anche della nazionale australiana di pallacanestro. Detiene, inoltre il passaporto danese.

## Statistiche

### NBA

#### Regular Season
| Anno      | Squadra         | PG  | PT | MP   | TC%  | 3P%  | TL%  | RP  | AP  | PRP | SP  | PP  |
| --------- | --------------- | --- | -- | ---- | ---- | ---- | ---- | --- | --- | --- | --- | --- |
| 2009-2010 | Houston Rockets | 63  | 0  | 14,1 | 43,2 | 34,6 | 68,7 | 3,3 | 0,7 | 0,2 | 0,2 | 5,8 |
| 2010-2011 | Toronto Raptors | 11  | 0  | 13,6 | 48,9 | 30,0 | 100  | 3,1 | 0,6 | 0,3 | 0,3 | 5,1 |
| 2010-2011 | N.O. Hornets    | 29  | 0  | 7,7  | 44,6 | 38,5 | 46,7 | 1,7 | 0,2 | 0,1 | 0,2 | 2,7 |
| Carriera  | Carriera        | 103 | 0  | 12,3 | 44,0 | 34,7 | 67,4 | 2,8 | 0,6 | 0,2 | 0,2 | 4,9 |

### Eurolega
| Anno       | Squadra         | PG  | PT  | MP   | TC%  | 3P%  | TL%  | RP  | AP  | PRP | SP  | PP   |
| ---------- | --------------- | --- | --- | ---- | ---- | ---- | ---- | --- | --- | --- | --- | ---- |
| 2000-2001† | Virtus Bologna  | 22  | 7   | 18,1 | 55,0 | 25,0 | 82,8 | 3,7 | 0,5 | 0,5 | 0,5 | 7,3  |
| 2001-2002  | Virtus Bologna  | 22  | 11  | 21,5 | 48,0 | -    | 67,1 | 4,3 | 0,4 | 0,9 | 0,2 | 8,6  |
| 2002-2003  | Virtus Bologna  | 8   | 5   | 24,4 | 41,5 | -    | 84,2 | 4,8 | 0,6 | 0,5 | 0,9 | 8,8  |
| 2003-2004  | Mens Sana Siena | 21  | 8   | 20,3 | 50,3 | 0,0  | 64,1 | 4,6 | 0,7 | 0,6 | 0,3 | 9,1  |
| 2004-2005  | CSKA Mosca      | 23  | 20  | 24,1 | 57,3 | 0,0  | 82,8 | 7,0 | 0,8 | 0,8 | 0,5 | 12,4 |
| 2005-2006† | CSKA Mosca      | 12  | 12  | 28,1 | 51,2 | 50,0 | 91,7 | 7,7 | 1,1 | 0,8 | 0,2 | 14,8 |
| 2006-2007  | CSKA Mosca      | 25  | 6   | 22,4 | 46,3 | 48,6 | 77,6 | 5,0 | 0,9 | 0,5 | 0,4 | 9,8  |
| 2007-2008† | CSKA Mosca      | 25  | 20  | 24,5 | 51,1 | 54,2 | 84,7 | 5,8 | 1,2 | 0,6 | 0,4 | 12,8 |
| 2008-2009  | Barcellona      | 23  | 9   | 21,0 | 50,8 | 40,4 | 80,0 | 4,1 | 0,8 | 0,4 | 0,6 | 11,1 |
| 2011-2012  | Mens Sana Siena | 20  | 19  | 25,7 | 43,3 | 33,3 | 73,8 | 6,2 | 0,9 | 0,4 | 0,4 | 11,7 |
| 2012-2013  | Fenerbahçe      | 23  | 15  | 20,2 | 42,9 | 34,2 | 80,0 | 4,0 | 0,4 | 0,4 | 0,1 | 7,3  |
| Carriera   | Carriera        | 224 | 132 | 22,4 | 49,1 | 41,3 | 78,8 | 5,1 | 0,8 | 0,6 | 0,4 | 10,2 |

## Palmarès

### Squadra
- Campionato italiano: 2

Virtus Bologna: 2000-01
Mens Sana Siena: 2003-04
- Campionato italiano: 1 (revocato)

Mens Sana Siena: 2011-2012
- Campionato russo: 4

CSKA Mosca: 2004-2005, 2005-06, 2006-07, 2007-08
- Campionato spagnolo: 1

FC Barcelona: 2008-09
- Campionato francese: 1

ASVEL: 2015-16
- Coppa Italia: 2

Virtus Bologna: 2001,  2002
- Coppa Italia: 1 (revocato)

Mens Sana Siena: 2012
- Coppa di Russia: 3

CSKA Mosca: 2004-05, 2005-06, 2006-07
- Coppa di Turchia: 1

Fenerbahçe Ülker: 2012-13
- Supercoppa italiana: 1

Mens Sana Siena: 2011
- Eurolega: 3

Virtus Bologna: 2000-01
CSKA Mosca: 2005-06, 2007-08

### Individuale
- All-Euroleague First Team: 1

CSKA Mosca: 2004-05
- MVP finali Serie A: 1

Mens Sana Siena: 2003-04
- MVP Coppa Italia Serie A: 1

Mens Sana Siena: 2012
- MVP Coppa di Turchia:1

Fenerbahçe Ülker: 2012-13